# تیمنا نلسون-لوی
تیمنا نلسون-لوی (عبری: תמנע נלסון-לוי‎؛ زادهٔ ۷ ژوئیهٔ ۱۹۹۴) جودوکار اهل اسرائیل است.
وی در مسابقات کشوری و بین‌المللی در مجموع برندهٔ ۱ مدال برنز شده‌است.